# Cyclodictyon crassicaule
Cyclodictyon crassicaule là một loài rêu trong họ Pilotrichaceae. Loài này được Broth. mô tả khoa học đầu tiên năm 1910.